# Entephria atroflava
Entephria atroflava là một loài bướm đêm trong họ Geometridae.